# Yuko Morimoto
Yuko Morimoto er en tidligere japansk fodboldspiller. Hun har tidligere spillet for Japans kvindefodboldlandshold.

## Japans fodboldlandshold
| Japans landshold | Japans landshold | Japans landshold |
| År               | Kmp              | Mål              |
| ---------------- | ---------------- | ---------------- |
| 1993             | 2                | 0                |
| 1994             | 1                | 0                |
| 1995             | 0                | 0                |
| 1996             | 0                | 0                |
| 1997             | 5                | 2                |
| 1998             | 2                | 0                |
| Total            | 10               | 2                |